# ALD Automotive
ALD Automotive este divizia de leasing operațional și administrare de flotei auto a grupului Societe Generale.

## ALD Automotive în România
Compania a intrat în România la începutul anului 2005.
În prezent (mai 2008), ALD Automotive are o flotă de 3.340 de autovehicule în administrare.
Compania a încheiat anul 2007 cu peste 3.000 de autovehicule în administrare.
Cifra de afaceri:
- 2007: 12,8 milioane euro (42,6 milioane lei)[4]
- 2006: 4,3 milioane euro (14,5 mil. lei)[4]